# Eda Rivas Franchini
Eda Adriana Rivas Franchini (Lima, Perú, 24 de març de 1952) és una advocada i política, que va ser cancellera del Perú des del 15 de maig de 2013 fins al 23 de juny de 2014. Anteriorment va exercir com a Ministra de Justícia i Drets Humans del Perú del 23 de juliol del 2012 fins a la presa de possessió del seu nou càrrec.
Es va graduar en dret a la Pontifícia Universitat Catòlica del Perú. Va realitzar un postgrau d'Especialització en Gestió de Serveis Públics de la Universitat de Castilla-La Mancha d'Espanya i, a més, va obtenir un posttítol d'Especialització en Regulació d'Infraestructura de Servei Públic de la Universitat de Las Palmas de Gran Canaria.
Va estar casada amb el jurista Diego García-Sayán Larrabure, ex president i actual Jutge de la Cort Interamericana de Drets Humans, amb qui té tres fills: Enrique Diego (n. 1979), Gonzalo Alonso (n. 1981) i Rodrigo Aurelio (n. 1983).
Ha treballat com a assessora legal en diverses entitats públiques, com ENAPU, OSITRAN i COPRI, i també com a assessora del gabinet d'assessors de la Presidència del Consell de Ministres i el Ministeri de Relacions Exteriors (2000-2001).
De març del 2004 a octubre del 2009 va ser assessora de la gerència general i de la presidència de l'Institut Peruà d'Acció Empresarial (IPAE). En iniciar-se el govern d'Ollanta Humala va ser nomenada Cap del Gabinet d'Assessors del Ministeri de Justícia (agost de 2011). Després va passar a ser Viceministra de Justícia, al desembre del mateix any.
En el sector privat ha estat assessora en diverses àrees, en particular aquelles vinculades a la competitivitat empresarial, bon govern corporatiu i responsabilitat social empresarial, entre d'altres.
En el camp de la docència universitària, ha estat professora de Dret administratiu a la Pontifícia Universitat Catòlica del Perú.
El 16 d'abril de 2015 va ser designada ambaixadora de Perú a Itàlia, càrrec que va assumir al maig del mateix any. A més, va ser designada com a Representant Permanent del Perú davant l'Organització de les Nacions Unides per a l'Alimentació i l'Agricultura (FAO); davant el Programa Mundial d'Aliments (PMA); i davant el Fons Internacional de Desenvolupament Agrícola (FIDA)
En setembre de 2015, addicionalment, és nomenada ambaixadora a San Marino i Xipre.

## Ministra de Justícia i Drets Humans
El 23 de juliol de 2012 va jurar en el Saló Daurat del Palau de Govern com a Ministra de Justícia i Drets Humans del Perú, formant part del tercer gabinet ministerial del govern del president Ollanta Humala, presidit per Juan Jiménez Mayor.

## Ministra de Relacions Exteriors
El 15 de maig de 2013 va assumir el Ministeri de Relacions Exteriors en reemplaçament del renunciant canceller Rafael Roncagliolo Orbegoso. La cerimònia de jurament es va realitzar en el Saló Daurat del Palau de Govern. És la primera dona a liderar la Cancelleria peruana des que aquesta fou fundada en 1821.
El 2 d'octubre de 2013 va acompanyar al president Humala en una gira oficial a Àsia. La comitiva peruana va estar a Bangkok, Tailàndia, on es van concloure les negociacions per un TLC. Després es va dirigir a Bali, Indonèsia, per assistir al cim d'APEC en la qual Humala va participar al costat d'altres caps d'Estat. Inesperadament, el dia 7 d'octubre es va anunciar que el president peruà avançaria la seva tornada i que aprofitaria una escala a París per reunir-se amb el president francès François Hollande, reunió acordada a comanda d'aquest últim. Immediatament, diversos parlamentaris peruans van advertir que el Congrés de la República havia donat un permís sol per a una gira internacional per Àsia, però no a França, per la qual cosa s'hauria comès una “infracció constitucional”. L'11 d'octubre, Eda Rivas es va presentar davant el ple del Congrés per explicar aquesta situació i va justificar la recalada del president Humala a París, adduint que es tractava solament d'una “escala tècnica”, més no d'un viatge. També va sostenir que la trobada amb el president francès va ser “informal”, justificant així el fet que no s'hagués demanat permís al Congrés, sense tenir en compte que en la reunió bilateral es van tractar temes d'Estat. El 14 d'octubre de 2013, un grup de parlamentaris va plantejar una moció de censura contra la ministra de Relacions Exteriors. El 20 d'octubre, després de quatre hores d'intensa deliberació, el ple del Congrés va passar a la votació, que li va ser favorable.
Succés important ocorregut sota el seu període en la cancelleria, va ser la Fallada de la Cort Internacional de Justícia de La Haia sobre la controvèrsia de delimitació marítima entre Xile i el Perú, el 27 de gener de 2014, pel qual el Perú va recobrar 50 mil km² de mar.
El 23 de juny de 2014 va ser reemplaçada per Gonzalo Gutiérrez Reinel, un diplomàtic de carrera. Aquesta decisió va ser una sorpresa doncs esperava el seu canvi per a juliol d'aquest any.